# Pediocactus schmiedickeanus
Pediocactus schmiedickeanus là một loài thực vật có hoa trong họ Cactaceae. Loài này được (Boed.) Halda mô tả khoa học đầu tiên năm 1998.